# Hafendirektor
Als Hafendirektor bezeichnet man innerhalb einer Behörde den zuständigen Leiter einer Abteilung für den Hafen, Infrastruktur und Verkehr. Alle großen See- und Binnenschiffshäfen dieser Welt haben einen Hafendirektor, der die Belange eines Hafens nach innen und außen vertritt und für die kommerziellen und ökonomischen Aspekte zuständig zeichnet.

## Hamburg
In Hamburg gab es nach dem Zweiten Weltkrieg bis 1949 ein Hafenkommissariat, das am 1. April 1949 in eine Hafen-Betriebsdirektion im Amt für Hafen und Schifffahrt umgewandelt wurde. Der erste Hafendirektor wurde der bisherige Senatskommissar und Direktor der Hamburger Hafen- und Lagerhaus A.G., Ernst Plate. Der bekannteste Hafendirektor hieß Karl-Ludwig Mönkemeier. Er hatte die offizielle Bezeichnung Leiter der Abteilung Hafen und Schifffahrt-Hafendirektion in der Wirtschaftsbehörde.
Diese Stellung hatte er von 1968 bis Ende 1986 inne. Sein Name ist untrennbar mit der Entwicklung des Hamburger Hafens zu einem modernen Universalhafen verbunden. Kurzfristiger Nachfolger war Jörg Rommerskirchen. Ihm folgte Hartmut Seidewinkel, der am 1. August 1988 auf tragische Weise während einer Dienstfahrt ums Leben kam.
Der Hamburger Hafendirektor leitet dort auch das Oberhafenamt.

## Karlsruhe
Die Juristin Patricia Erb-Korn wurde 2010 die erste alleine zuständige Hafendirektorin in Deutschland. Sie ist für den Karlsruher Rheinhafen verantwortlich. Inzwischen gibt es mit Petra Cardinal in Berlin (seit 2018), mit Angela Titzrath in Hamburg (seit 2017) und Bettina Brennenstuhl in Dortmund (seit 2022) weitere Hafendirektorinnen in Deutschland.